# Leksands pastorat
Leksands pastorat är ett pastorat inom Svenska kyrkan i Falu-Nedansiljans kontrakt i Västerås stift. Pastoratet har pastoratskoden 051208 och ligger i Leksands kommun. 
Pastoratet bildades 1 januari 2022 av Leksand-Djura-Siljansnäs pastorat och Åhls församling och består av:
- Leksands församling
- Djura församling
- Siljansnäs församling
- Åhls församling